# 原人シリーズ
『原人シリーズ』（げんじんシリーズ、英題：Bonk Series）は、ハドソンから発売されたアクションゲームシリーズ。レッドカンパニー (RED) も製作に関わっていた。
株式会社ハドソンは2012年にコナミデジタルエンタテインメント (KDE) に吸収合併され、以降KDE及びREDがシリーズの著作権を保有している。

## 概要
本作の主人公である原人は、レッドカンパニーの設立者である広井王子が大学時代に友人を描いた落書きがモデルとしており、その後、このキャラクターを題材とした4コマ漫画がゲーム誌『月刊PCエンジン』に連載されており、同誌の付録CD-ROM「PCエンジンハイパーカタログ」内にて4コマ漫画が展開されていた。
本作は、この4コマ漫画のコンピュータゲーム化作品という位置づけにある。
1989年に第1作の『PC原人』（英題：Bonk's Adventure）がPCエンジン用ソフトとして発売され、以後同機種にてシリーズ化された他、1992年にゲームボーイ用オリジナル作品として『GB原人』（英題：Bonk's Adventure）、1994年にスーパーファミコン用オリジナル作品として『超原人』（英題：Super Bonk）が発売され、それぞれシリーズ化された。
また、本作のスピンオフ作品として1992年に『PC原人シリーズ PC電人』が発売された。この作品は横スクロールシューティングとなっており、1993年に続編となる『CD電人 ロカビリー天国』が発売された。PCエンジンでのシリーズ作品は日本国内ではCD電人のみSUPER CD-ROM2で、他の4作はHuCARD用ソフトとなっているが、北米ではPC原人3のSUPER CD-ROM2版が発売されている。PC電人とCD電人は未来世界が舞台となっており、キングタマゴドンIII世の子孫である悪の天才科学者キングタマーゴ・サンドロビッチ伯爵にPC電人に改造された主人公「ゲンヘッド」を操作する。PC原人シリーズを含め、PCエンジン用ソフトは5作ともWiiバーチャルコンソールで配信されている。
後に携帯電話アプリゲームとしての移植作や、PlayStation 2用ソフトとしてリメイク版が発売された。

## シリーズ一覧
| 1989 | PC原人                                        |
| 1990 |                                               |
| 1991 | PC原人2                                       |
| 1992 | PC原人シリーズ PC電人 GB原人                  |
| 1993 | PC原人3 CD電人 ロカビリー天国 FC原人          |
| 1994 | GB原人ランド ビバ!ちっくん王国 超原人 GB原人2 |
| 1995 | 超原人2                                       |
| 1996 |                                               |
| 1997 |                                               |
| 1998 |                                               |
| 1999 |                                               |
| 2000 |                                               |
| 2001 |                                               |
| 2002 |                                               |
| 2003 | ハドソンセレクションVol.3 PC原人              |
| 2004 |                                               |
| 2005 |                                               |
| 2006 | Bonk's Return（海外のみ）                     |
| 2007 |                                               |
| 2008 | PC原人（携帯アプリ）                          |

### 家庭用ゲーム機向け作品
- PCエンジン
  - PC原人
  - PC原人2
  - PC原人3
- ゲームボーイ
  - GB原人
  - GB原人ランド ビバ!ちっくん王国
  - GB原人2
  - 原人コレクション  - 上記3作を1本に収録したソフト。
- ファミリーコンピュータ
  - FC原人 - 第1作をファミコン向けにアレンジ移植した作品のため、本作のNESバージョンはオリジナル作品と同題の『Bonk's Adventure』である。当作も『PC原人 (1989年のゲーム)』の項目で扱う。
- スーパーファミコン
  - 超原人（スーパー原人）
  - 超原人2（スーパー原人2）
- ニンテンドーゲームキューブ・PlayStation 2
  - ハドソンセレクションVol.3 PC原人

#### 電人シリーズ
- PCエンジン
  - PC原人シリーズ PC電人
  - CD電人 ロカビリー天国

### 携帯電話用アプリ
- PC原人[6]
  - 「PCエンジンコーナー」の一タイトルとして、EZアプリ(BREW)版、iアプリ版、S!アプリ版が配信。

### 海外でのみ発売された作品
- B.C. kid - Amiga向けのタイトル。第一作目の要素も踏襲している。
- Bonk's Big Adventure (CD) - 『PC原人3』の海外版『Bonk's Big Adventure』のスーパーCD-ROM2版。
- Bonk's Return - 北米および欧州のみで配信。開発はTwo Tribes Publishing。

### 未発売作品
- RPC原人[要出典]
  - PCエンジンで発売予定であったRPG[要出典]。
- 究極!! PC原人
  - カネコから稼働される予定であったアーケードゲーム[7][8]。開発にはMTJこと三辻富貴朗が関わる。
- ウルトラ原人
  - 1995年にハドソンはエーアイと協力してNINTENDO 64用の新しい3Dの原人ゲーム『ウルトラ原人（仮）』の開発が進められていた。しかし当時『ウルトラ原人』の開発陣はまだ、3Dゲームの制作に慣れておらず、また原人の2Dのデザインから3Dグラフィックにどう開発するか困難があり、結局、開発が中止された[9]。
- PC原人～巨大彗星だい接近！～（英題：Bonk: Brink of Extinction）
  - Xbox 360・Wii・PlayStation 3向けにアメリカのPi Studiosにて開発が進められていた（2011年に開発中止）。

## ゲーム内容

### システム
原人の主な攻撃方法は、自身の持つ強烈な石頭を駆使した頭突き（ボンク）。立ち状態で行えるほか、ジャンプ中にも頭部に判定がある。空中でボンクをすると、頭を地面に向けてそのまま落下する（グランドボンク）。再度攻撃ボタンを押すと、原人は再び反転する。原人を反転させるたびに重力加速度が一瞬0になるため、これをすばやく繰り返す事で滞空時間を伸ばす事ができる（スピンボンク）。これらのアクションはシリーズ共通であり、ほとんどの作品で使用できる。

### パワーアップ
肉を食べることでパワーアップできる。
基本的に肉には大きさが2種類あり、ちっちゃい肉だと1段階、でか肉だと2段階パワーアップする。パワーアップ中は1段階は通常時の2倍、2段階は通常時の3倍に攻撃力が上がるほか、一部のアクションに特殊な効果が追加される。時間が経過するかダメージを受けると一段階パワーダウンする。また、2段階目にパワーアップすると一定時間無敵になる。
なお、上記とは異なる仕様が採用されている作品も存在する。

#### PC原人
PC猿人
初代の1段階パワーアップ状態。空中でボンクして反転し、そのまま地面に頭突きするグランドボンクで画面内の敵の動きを止めることができる。
PC変人
初代の2段階パワーアップ状態。グランドボンクで画面内の敵の動きを止めることができる。

#### PC原人2・PC原人3
PC美人
2・3の1段階パワーアップ状態。投げキッスを飛ばし、触れた敵の動きを止めることができる。また、グランドボンクで画面内の敵の動きを止めることができる。
PC噴人
2・3の2段階パワーアップ状態。口から火を噴き、離れた相手を攻撃することができる。また、グランドボンクで画面内の敵全てにダメージを与えることができる。

#### GB原人
GB岩人
GB原人の1段階パワーアップ状態。グランドボンクで画面内の敵全てにダメージを与えることができる。
GB叫人
GB原人の2段階パワーアップ状態。口から大声を出し、離れた相手を攻撃することができる。また、グランドボンクで画面内の敵全てにダメージを与えることができる。
カメ原人
GB原人の特殊パワーアップ状態。肉ではなく亀を食べると変身する。攻撃能力は皆無だが、水中でのスピードが1.5倍速くなるほか、甲羅に入るとダメージを受けない。また、時間経過で元の状態に戻ることはない。

#### GB原人2
GB食人
GB原人2のパワーアップ状態。ボンクやスピンボンクを当てると噛み付き攻撃になり、敵に与えるダメージ分を吸収して自分のライフを回復できる。また、グランドボンクで画面内の敵全てにダメージを与えることができる。
GB達人
GB原人2のパワーアップ状態。攻撃力だけでなく、スピードとジャンプ力も2倍になる。また、食人同様、グランドボンクで画面内の敵全てにダメージを与えることができる。
GB盗人
GB原人2のパワーアップ状態。攻撃力は通常時と同じ、地面に頭突きするとグランドボンクもできず地面に埋まってしまう。唯一の能力として隠し部屋に入ることができる。もう1つ、この変身の間、にこちゃんちっぷを取ると、1個で2加算される。つまり、にこちゃんちっぷの取得数が2倍になる。
このほか、プレス機（岩）に潰されると、ダメージは無いがペチャンコになり、一定時間は動きが遅くジャンプも不可になる（1回ダメージを受けると元に戻る）
GB原人2に2段階パワーアップ状態は無く、肉を取るたびルーレットでパワーアップが決まる。どのパワーアップも1回ダメージを受けると元に戻る点は同じだが、他シリーズと違い、ペチャンコを除けば変身の時間制限が無くなっている。また、無敵アイテムはHと書かれたボールが別に用意されている。
GB怪我人
パワーダウン状態。ボーナスステージのメカ原人とのバトルで負けると変身する。この姿だと受けるダメージが2倍になり、残機を減らすかパワーアップするまで元の状態には戻れない。
メカ原人
GB原人2のボーナスステージに登場する敵キャラ。このゲームのボーナスステージは、こいつと戦うのが目的で、はね飛ばすなどして左右どちらかに相手を落とせば勝ち。3本勝負で2本先取がルールで、勝つと1UP、負けるとGB怪我人にされてしまう。

#### 超（スーパー）原人
ごるご原人
一段階パワーアップした姿。ゴルゴ13のような顔つきになる。敵の動きを止める「金縛り光線」や「卵攻撃」などサイズによって異なるアクションが可能。
ニョッヘ〜原人
二段階パワーアップした姿。頭から煙を吹き出し、狂ったような顔になる。舌で攻撃する「ピロピロ攻撃」や、一定時間透明になって攻撃を受け付けない「透明化」などサイズによって異なるアクションが可能。

### サイズ変化・カニ原人
サイズ変化はPC原人3、超原人で導入された要素。キャンディを食べることで体のサイズが大・中・小と変化する。これにより、サイズ変化を利用しないと先に進めない場所やゲームを有利に進めるアイテムが取れない状況が発生するようになった。
なお、ダメージを受けると中サイズ（標準）に戻るが、キャンディおよびキャンディを出すばね花はスクロールアウトさせると復活するようになっているため、これによるハマリは発生しないようになっている。
また、カニ原人はPC原人2から採用された。
大原人
大サイズ時の名前。パワーアップ状態と重複可能。
マメ原人
小サイズ時の名前。パワーアップ状態と重複可能。
カニ原人
キャンディで変化するのではなく、ステージに仕掛けられているプレスで潰されると変化する。体高が小サイズ並みに低くなり、狭い場所をくぐることが可能。パワーアップ状態とは重複しない。

### ばね花
シリーズ共通で登場する、ステージ上に配置されたアイテムキャリア。上から踏みつけるか横から攻撃することでアイテムを放出する。色によって放出するアイテムが異なる。
赤
ライフ回復アイテムを放出する。
オレンジ
肉を放出する。
緑
PC原人とPC原人2ではクリスタルハート（ライフ上限増加）や1UP、PC原人3ではキャンディを放出する。
青
1UPやドデカハート（ライフ全快）を放出する。
黄色
アイテムキャリアではなく、上に乗ってタイミング良くジャンプボタンを押すことで大ジャンプできる。
作品によっては横から攻撃することで位置を動かしたり、ボンクで跳ね上がった黄色の下にもぐり込むことで、頭に載せて持ち運ぶことも可能。
作品によっては、フラワーに横からボンクすると大きく後ろに弾かれることもある。また、中から飛び出すアイテムの軌道も違う（例：PC原人では真上に飛ぶが、PC原人2では前か後ろに縦長の放物線を描いて飛ぶ）
※赤は踏むと敵キャラ・トラップフラワーになることがあるため、注意が必要。また、GB原人2では、踏むと表情が凶悪になり、触れると吸い込んでライフを吸収する、というタイプの敵フラワーが登場。踏んだ後離れ、飛び越えて進めばいいわけだが、フラワー自体は他作品のトラップフラワーと違って倒せないので、注意が必要。ただし、1度吸い込まれてボタン連打で脱出すると、その時点でフラワーは消滅する。
※FC原人では、横からボンクした場合、通常のフラワーならアイテムを放出するところ、トラップフラワーは震えるだけで何も変化しない。これを使って、見た目ではわからない通常とトラップのフラワー判別が可能。また、よく見ると、通常のフラワーは縦方向に伸び縮みを繰り返すが、トラップフラワーは動かない、という違いもある。

## 評価
| ゲーム名                       | ファミ通 |
| ------------------------------ | -------- |
| PC原人                         | 26/40点  |
| PC原人2                        | 28/40点  |
| GB原人                         | 21/40点  |
| PC原人シリーズ PC電人          | 25/40点  |
| PC原人3                        | 28/40点  |
| CD電人 ロカビリー天国          | 27/40点  |
| FC原人                         | 21/40点  |
| GB原人ランド ビバ!ちっくん王国 | 21/40点  |
| 超原人                         | 23/40点  |
| GB原人2                        | 19/40点  |
| 超原人2                        | 29/40点  |

ゲーム誌『ファミ通』によるシリーズ各作品の評価は右記のとおりになっている。

## 関連作品
スーパーファミコン
- 鮫亀 - コマパターンのひとつが原人シリーズのキャラクターやアイテムとなっている。

セガサターン
- サターンボンバーマン - バトルゲームで原人が登場。

特殊なハード
- HI-TEN キャラBOM - イベント用に開発されたボンバーマンシリーズの作品。プレイキャラクターの一人として原人が登場。

## 漫画
ひかわ博一によって『別冊コロコロコミック』で「PC原人くん」（1992年2月号-1994年4月号）が連載されていた。単行本は全1巻。